# Шіпіоне Ребіба
Шіпіоне Ребіба (італ. Scipione Rebiba; 3 лютого 1504, Сан-Марко-д'Алунціо, Сицилія ― 23 липня 1577, Рим) ― італійський кардинал і архієпископ, який відіграв важливу роль в «генеалогії» єпископських свячень Католицької церкви.

## Життєпис
Народився в Сан-Марко-д'Алунціо в сім'ї Франческа і Антонії Лучії Філінджері. Вивчав право і богослов'я в Палермо. Отримав нижчі й вищі свячення в 1524―1528 роках. В 1536―1537 роках переїхав до Риму і вступив на службу до кардинала Джан П'єтро Карафи, у той час єпископа К'єті. 16 березня 1541 року призначений єпископом-помічником К'єті, отримав титулярну єпископську катедру Аміклії (лат. Amyclaeensis). 27 липня 1551 року кардинал Джан П'єтро Карафа зробив його своїм вікарієм у Неаполі, а 12 жовтня того ж року Ребіба отримав номінацію на єпископську катедру Моттоли. 23 травня 1555 року кардинал Карафа був обраний папою під іменем Павло IV і 5 лютого 1555 року закликав Ребібу з Неаполя і призначив його Губернатором Риму. Кардинал з 20 грудня 1555 року. З 13 квітня 1556 року ― архієпископ Пізи і папський легат при імператорові Карлові V та іспанському королеві Филипові ІІ.

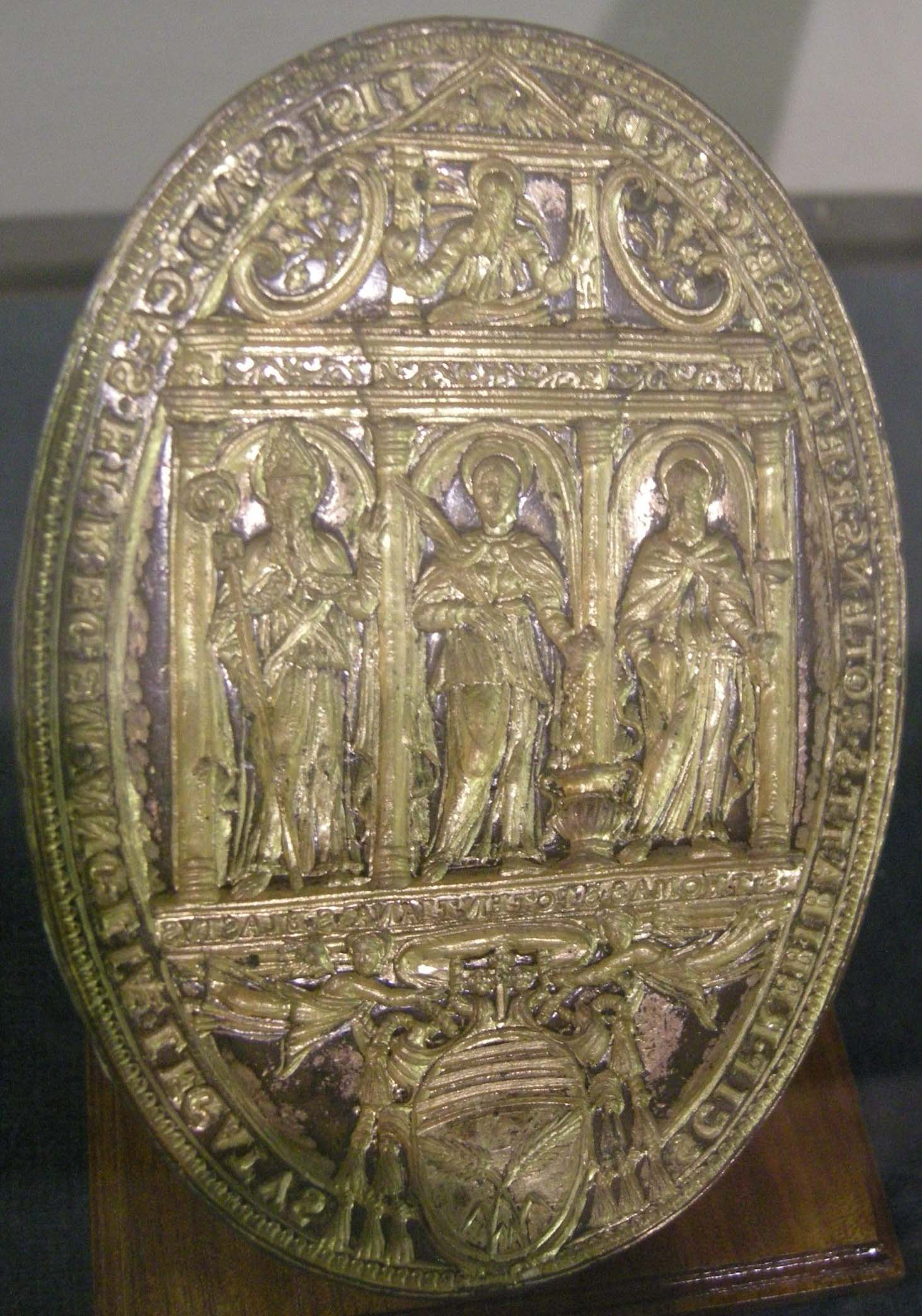
Кардинальська печатка Шіпіоне Ребіби, бл. 1556

Після смерті Павла IV в 1559, на папу був обраний кардинал Медічі з іменем Пій IV і для кардинала Шіпіоне Ребіби настав важкий період, який тривав упродовж усього понтифікату Пія IV. Його було вплутано в різні неприємні історії, пов'язані з родиною Карафа і несправедливо засуджено й ув'язнено в Замку Святого Ангела; майже цілий рік тривало слідство і аж тоді його визнали невинним і відпустили. Після цього він зрікся всіх привілеїв і титулів, і провадив особисте життя аж поки, після смерті Пія IV, 7 січня 1566 не був обраний його товариш Мікеле Гіслієрі (Пій V).
Новий папа повернув Ребібі всі обов'язки і надав йому кардинальський титул базиліки Санта Анастасія і церкви Сант'Анджело ін Пескерія (1566), який мав до 1570 р., коли отримав титул кардинала-священика базиліки Санта Марія ін Трастевере. В 1573 році підвищений до гідності кардинала-єпископа і номінований на субурбікарну єпархію Альбано, а наступного року ― на іншу субурбікарну єпархію Сабіни-Поджо Міртето. Був також єпископом Трої і титулярним латинським патріархом Константинополя (1565―1573). Папа Григорій ХІІІ 8 квітня 1573 року іменував його Великим Інквізитором Церкви.
Помер у Римі 23 липня 1577 року в 73-річному віці. Похований в церкві Святого Сильвестра аль Квірінале.

### Конклави
Кардинал Шіпіоне Ребіба брав участь у трьох конклавах:
- 1559, який обрав Пія IV
- 1565/1566, який обрав Пія V
- 1572, який обрав Григорія XIII

### Роль в апостольському передані
Ймовірно, що самого Ребібу висвятив на єпископа кардинал Джан П'єтро Карафа, майбутній папа Павло IV, проте документальних свідчень про це не збереглося. Сам Ребіба висвятив на єпископів кількох осіб, включаючи Юлія Антонія Санторіо, до якого сходило апостольське спадкоємство П'єтро Франческо Орсіні де Гравіна, папи Бенедикта XIII (понтифікат 1724―1730). Той, у свою чергу, висвятив не менше 139 єпископів на різні важливі катедри Європи і Нового Світу, багато з яких, теж повисвячували багатьох єпископів. Таким чином, «генеалогія» єпископських свячень приблизно 95 % з близько 5500 сучасних єпископів Католицької Церкви сходить до Бенедикта XIII, а через нього ― до кардинала Ребіби, на якому документально підтверджені відомості обриваються.